# Bank of America Plaza (Los Ángeles)
Bank of America Plaza, antiguamente Security Pacific Plaza, es un rascacielos de oficinas de clase A de 55 plantas situado en Los Ángeles, California. Fue completado en 1974 con la sede de Security Pacific National Bank, Capital Group Companies y Sheppard, Mullin, Richter & Hampton como sus principales ocupantes. El edificio tiene una altura estructural de 735 pies (224 m) y es el quinto edificio más alto de Los Ángeles, y el 83.º más alto de Estados Unidos. el 2009 tenía un valor de tasación más alto que el de cualquier otro edificio de oficinas en el Condado de Los Ángeles.
Desde su apertura hasta 1992, llevaba el logo de Security Pacific Bank. Fue retirado cuando Bank of America adquirió Security Pacific.
El edificio se sitúa en una parcela de 4,21 acre (1,70 ha) que incluye un jardín formal con más de 200 árboles y tres saltos de agua de 24 pie (7 m). Delante de la entrada principal está la escultura "Four Arches" de Alexander Calder, con 42 pie (13 m) de altura.